# Isabella Wranå
Isabella Wranå (Estocolmo, 22 de junio de 1997) es una deportista sueca que compite en curling. Ganó una medalla de oro en el Campeonato Mundial de Curling Mixto Doble de 2024.

## Palmarés internacional
| Campeonato Mundial Mixto Doble | Campeonato Mundial Mixto Doble | Campeonato Mundial Mixto Doble | Campeonato Mundial Mixto Doble |
| Año                            | Lugar                          | Medalla                        | Prueba                         |
| ------------------------------ | ------------------------------ | ------------------------------ | ------------------------------ |
| 2024                           | Östersund (Suecia)             | Medalla de oro                 | Mixto doble                    |